# صوفي أدليرسباري
كارين صوفي أدليرسباري (بالسويدية: Sophie Adlersparre)‏، ولدت بالسويد (6 يوليه 1823 – 27 يونيو 1895)، كانت إحدى نشطاء حقوق المرأة السويد، كما أنها مؤسسة ورئيسة تحرير المجلة النسائية الأولى في الدول الإسكندنافية تيدسكريفت هومت (بالسويدية:Tidskrift för hemmet) بين عامي 1859-85، وقد شاركت في تأسيس مجلة هانداربيتيتس فانير (بالسويدية:Handarbetets vänner) وذلك بين 1874 – 87.
صوفي هي أول امرأة عضوا لمجاملة الدولة في السويد في عام 1885، كما أنها تنتمي إلى رواد حركة حقوق المرأة في القرن التاسع عشر في السويد.

## ملخص حياة صوفي أدليرسباري
كانت صوفي ابنه اللفتنانت كولونيل بارون إريك غابرييل ليجونهوففود كنوتسون وامها هي صوفي اميرينتيا هوبينشتات. وكانت تتلقي تعليمها من القطاع الخاص في المنزل، وبعد ذلك سنتين في مدرسة التشطيب في ستوكهولم.
في عام 1869، تزوجت اللفتنانت كولونيل النبيل إكسيل أدليرسباري (1812 – 1879)، واصبحت أم لخمسة أطفال.
عاشت حياة محافظة ولكن بعد ذلك تم تغيرها للحياة المعاصرة، وكانت تشارك في القضايا النسائية من خلال صداقتها مع روزالي روس، التي عادت إلى السويد وكانت مهتمة بقضايا وحقوق المرأة في عام 1857 بعد أن أمضت عدة سنوات في الولايات المتحدة. وهذا كان أيضا ضمن النقاشات الكبيرة حول حقوق المرأة وخصوصا نقاش هيرتا، والذي كان سببا في طرح الرواية هيرتا من قبل الكاتبة السويدية بريمر فريدريكا، والتي أدت إلى إصلاح إلغاء الوصاية على النساء غير المتزوجات (1858 – 63)، وإنشاء أول مدرسة للدولة للمرأة.
في عام 1859، أسست صوفي أدليرسباري وروس روزالي مجلة تيدسكريفت همت، المجلة النسائية الأولى في الدول الإسكندنافية. وقد تم تأسيس المجلة بدعم مالي من مضيفة صالون ليمنيل فريدريكا. وأصبحت تلك المجلة بمثابة الجهاز المركزي للريادة الأولى لمجال حقوق المرأة والنسوية في السويد، ونالت نجاح فوري. وكان الغرض من هذه المجلة هو إعلام وطرح النقاش المستمر والعمل على إصلاح حقوق المرأة وعلى أدوار الجنسين المشتركة.
حصلت صوفي أدليرسباري على منصب رئيس تحرير في المجلة حتى عام 1868، عندما تقاعدت رووس، وفي عام 1886، أنتهى طرح مجلة «تيدسكريفت همت» للتعويض عنها بمجلة دانغي (بالسويدية:Dagny) فهي المجلة النسائية التي طرحت بعدها جديدا؛ واستمرت صوفي أدليرسباري كرئيس تحرير لمجلة دانغي بين عامي 1886 – 1888 وبقيت في مجلس الإدارة حتى عام 1894.
صوفي أدليرسباري لم تركز ابدا في قضية حق النساء في الانتخاب، وعلى الرغم ان النساء منحت حق الاقتراع في السويد في عام 1862. كان التركيز الرئيسي لها خاص كنشاط الحق للمرأة وكانت حاجة المرأة أن المهنيين واقتصادياً وبالتالي أصبحت مستقلة، وحق المرأة في التعليم السليم والوصول إلى مهن أكثر حيث ان مجلتها لها فضلا عن عملها في مجال الإصلاح الاجتماعي. في ورقتها، وقالت: «المرأة بحاجة إلى العمل، والعمل بحاجة إلى المرأة»، وفي عام 1862، نظمت فصول مسائية للنساء لتثقيفهم مهنيا. في عام 1863، أنشأت مكتب سكرتارية التي أصبحت وكالة توظيف ناجحة. في عام 1864، استوحت من مثال شقيقة زوجها المستقبلي، صوفيا أدليرسبارري، وتمكنت من أن المرأة تقبل الطلاب كطلاب في الأكاديمية السويدية الملكية للفنون بنفس شروط الرجل. شقيقة زوجها، على الرغم من أن الفنان الناجح، لم يكن قادراً على الدراسة في الأكاديمية الملكية السويدية للفنون، فالإناث سمح لهن بالدراسة فقط على إعفاء خاص. صوفي أدليرسباري قدمت التماس إلى البرلمان السويدي في عام 1862، التي ينبغي أن تكون المرأة قادرة على الدراسة في الأكاديمية على قدم المساواة كالرجال، مما أدى إلى إجراء مناقشة في البرلمان، وأسفر عن إجراء إصلاح في عام 1864 تم الطلب إعفاء خاصا للطالبات في الأكاديمية وأسقط، وسمح للنساء الدراسة نفس شروط الرجل.
في عام 1864-65 كانت أيضا واحدة من الرواد في منظمة «الصليب الأحمر السويدي» جنبا إلى جنب مع روزالي رووس حيث ان روديبيك الرئيسية العامة، والدكتور ليمكين. كان زواجها في عام 1869 ولم يتغير لها نشاط في أي شكل من الأشكال بعد الزواج، ووصفت زوجها انه داعم ومتعاطف مع عملها في مجال الإصلاح الاجتماعي.
في عام 1874، شاركت في تأسيس هانداربيتيتس فانر ، وكانت رئيسة للمنظمة حتى عام 1887. والمنظمة تهدف إلى رفع الجودة ومما وضع الحرف اليدوية العمل للمرأة، والتي كانت في ذلك الوقت مصدرا هاما جداً للدخل بالنسبة للمرأة التي تحتاج إلى الدعم الذاتي.
ربما أصبحت صوفي أدليرسباري معروفة أكثر باسم مؤسسة فريدريكابريمر في عام 1884، والمشار إليها «منظمة حقوق المرأة السويدية» الأولى من المذكرة وسميت باسم بريمر فريدريكا. رسميا، حيث قدم المتعاطفين مع هانز هيلدبراند الرئاسة الرسمية من البوركينابي سبب أدليرسباري ويعتقد أن البوركينابي سيتخذ أكثر جدية إذا كان يرأسها من الذكور، ولكنها كانت هي الرئيسة الفعلية حتى وفاتها، بعد ذلك خلفها مونتيليوس أجدا.